# Emmanuel Sougez

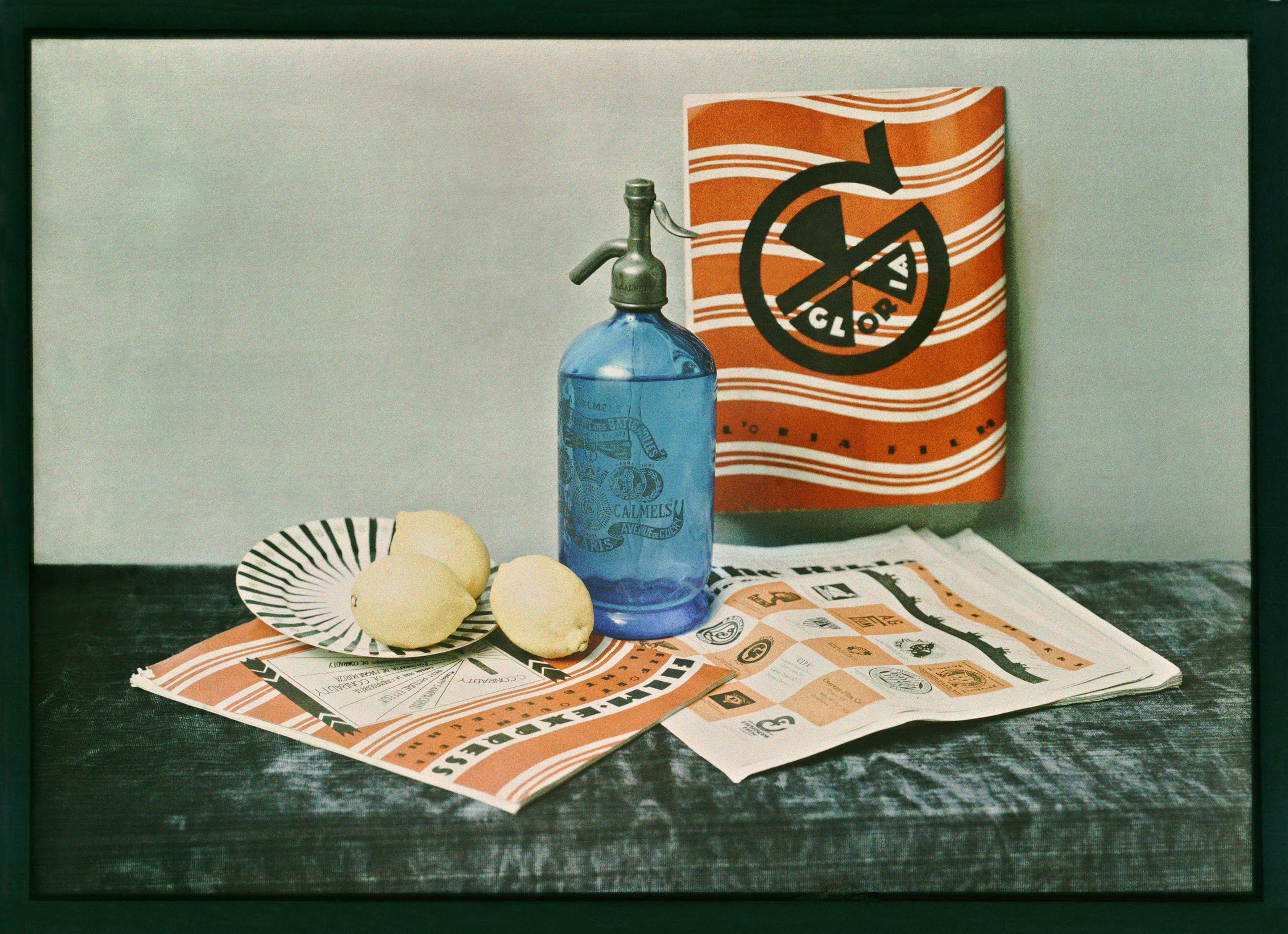
Zátiší, asi 1926–1928

Louis-Victor Emmanuel Sougez (16. července 1889 Bordeaux – 24. srpna 1972 Paříž) byl francouzský fotograf. Byl předním představitelem stylu nové věcnosti ve Francii. Působil především jako reportážní, reklamní a portrétní fotograf, významná jsou jeho fotografie zátiší, aktů a plastik.

## Život
Narodil se v Bordeaux. Zde vystudoval malířství na umělecké škole. Během studia fotografoval portréty svých spolužáků a připravoval diapozitivy pro přednášky o dějinách umění. Poté odešel do Paříže, kde studoval na École nationale supérieure des beaux-arts. Během studia si vydělával u jednoho z místních fotografů. Ve fotografii se zdokonalil, když pracoval v ateliérech v Lausanne a v Lucernu. V roce 1914 se vrátil do Bordeaux a přijal zaměstnání fotografa. Ve volném čase fotografoval zátiší a krajinu.
V roce 1918 přesídlil do Paříže, kde si otevřel vlastní fotografický ateliér. Později se stal fotografem ateliéru Primavera, který patřil obchodního domu Printemps. Reklamní fotografii tohoto obchodního domu mění ve stylu nové věcnosti. V roce 1925 byl pověřen fotografickou dokumentací Mezinárodní výstavy moderní uměleckoprůmyslové výroby v Paříži.
V roce 1926 byl povolán, aby založil a vedl fotografické oddělení týdeníku L'Illustration. Je zajímavé, že tento časopis, který se věnoval fotografickému obrazovému zpravodajství od roku 1891, neměl do té doby vlastní fotografické oddělení. V této funkci Sougez působil až do roku 1946.
Současně se podílel na vydávání každoročních zvláštních fotografických čísel časopisu Arts et Métiers Graphiques.
V roce 1937 založil skupinu Le Rectangle. Na její činnost navázala v roce 1946 Skupina XV (Groupe des XV).
Jeho dcera [[Marie-Loup Sougezová]] (1930–2019) se zabývala dějinami fotografie.

## Fotografické publikace
- Regarde (Dívej se), Paris, 1932, knížka pro děti s 24 fotografiemi. Vyšlo též německy pod titulem Aufgewacht
- Paris (Paříž), 1932
- Notre-Dame de Paris (Chrám Matky Boží v Paříži), 1933
- Alphabet, Paris : A. Roche, 1933
- Sculptures de Rodin, 42 fotografií, Paris, 1934
- Michel Ange, Paris, 1934
- Arts de l'Afrique noire, Paris : Editions du Chêne, 1947
- Arts de l'Océanie, Paris : Editions du Chêne, 1947
- Arts de l'Amérique, Paris : Editions du Chêne, 1948
- La Sculpture au Musée du Louvre, deset alb, Paříž, 1958

### Monografie
- Emmanuel Sougez, Paříž: Mission du patrimoine photographique : Créaphis , 1993

## Překlady do francouzštiny
- 1937 Hans Windisch: La photographie de la nouvelle école. (Die Neue Foto Schule)
- 1961 Peter Pollack: Histoire mondiale de la photographie (The Picture History of Photography)
- 1963 Friedrich-Wilhelm Voigt: Livre de poche Novoflex (Novoflex Taschenbuch)

## Výstavy
- 1937 Galerie Le Chasseur d'images, Paříž
- 1937 Galerie 73, Paříž – Cyklus Bourání Trocadéra
- 1938 Innsbruck
- 1952 Madrid
- 1952 Káhira
- 1954 Amsterodam